# Fiat 500 Topolino
|  | Per a altres significats sobre altres Fiat amb el mateix nom, vegeu «Fiat 500». |

El Fiat 500, conegut popularment com a Fiat Topolino o també anomenat Fiat 500 Topolino, va ser un model d'automòbil construït per Fiat entre 1936 i 1955. Per les seves característiques, la primera versió ha estat inclosa entre els microcotxes, mentre que les posteriors ja pertanyien al segment B.

## Història
La versió C, fabricada als anys cinquanta, tenia importants variacions sobre el model original, dissenyat per Franco Fessia i presentat el 1936. Així, els fars havien estat encastats a les aletes davanteres, i un frontal més actual, amb reixeta horitzontal, li conferia un estil modern per a la seva època.
A més de la petita berlina, apareguda el 1949, de dues portes i dues places, es va fabricar el model giardiniera, una versió tipus break del petit model Fiat amb quatre places que recordava el concepte familiar, que es va popularitzar als anys quaranta a Amèrica i que a l'estat espanyol fou conegut popularment com a Rubia ('rossa'), a causa del color de la fusta amb què es fabricaven aquests cotxes.
El 1952 apareix el Belvedere, que es diferenciava del seu antecessor, el giardiniera, pel fet d'estar construït totalment amb xapa i abandonar els acabaments amb fusta. Tenia dos tons de gris, un de fosc i un altre de més clar, que recalcaven els vius de la carrosseria enterament metàl·lica. Va ser el primer Fiat que va disposar de sistema de calefacció en sèrie, mitjançant un enginyós conjunt de tubs que introduïen a l'habitacle l'aire calent provinent del radiador. Quan es va deixar de fabricar el 1955, per deixar pas al popular 600, s'havien realitzat, des de 1936, 519.646 Topolinos, dels quals 376.370 unitats eren de la versió C.

## Galeria

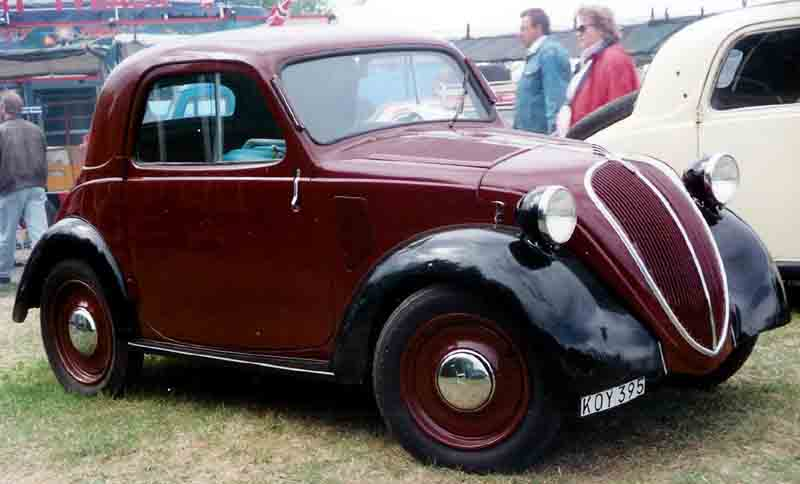
Fiat 500 A saloon 1939
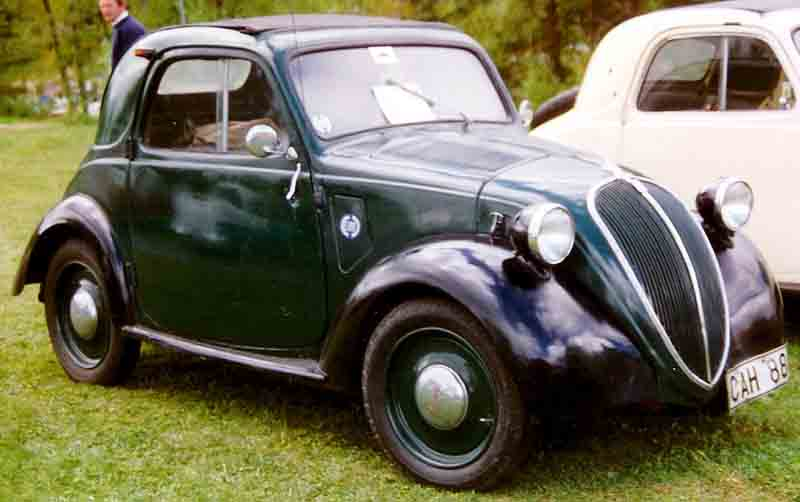
Fiat 500 A convertible saloon 1939
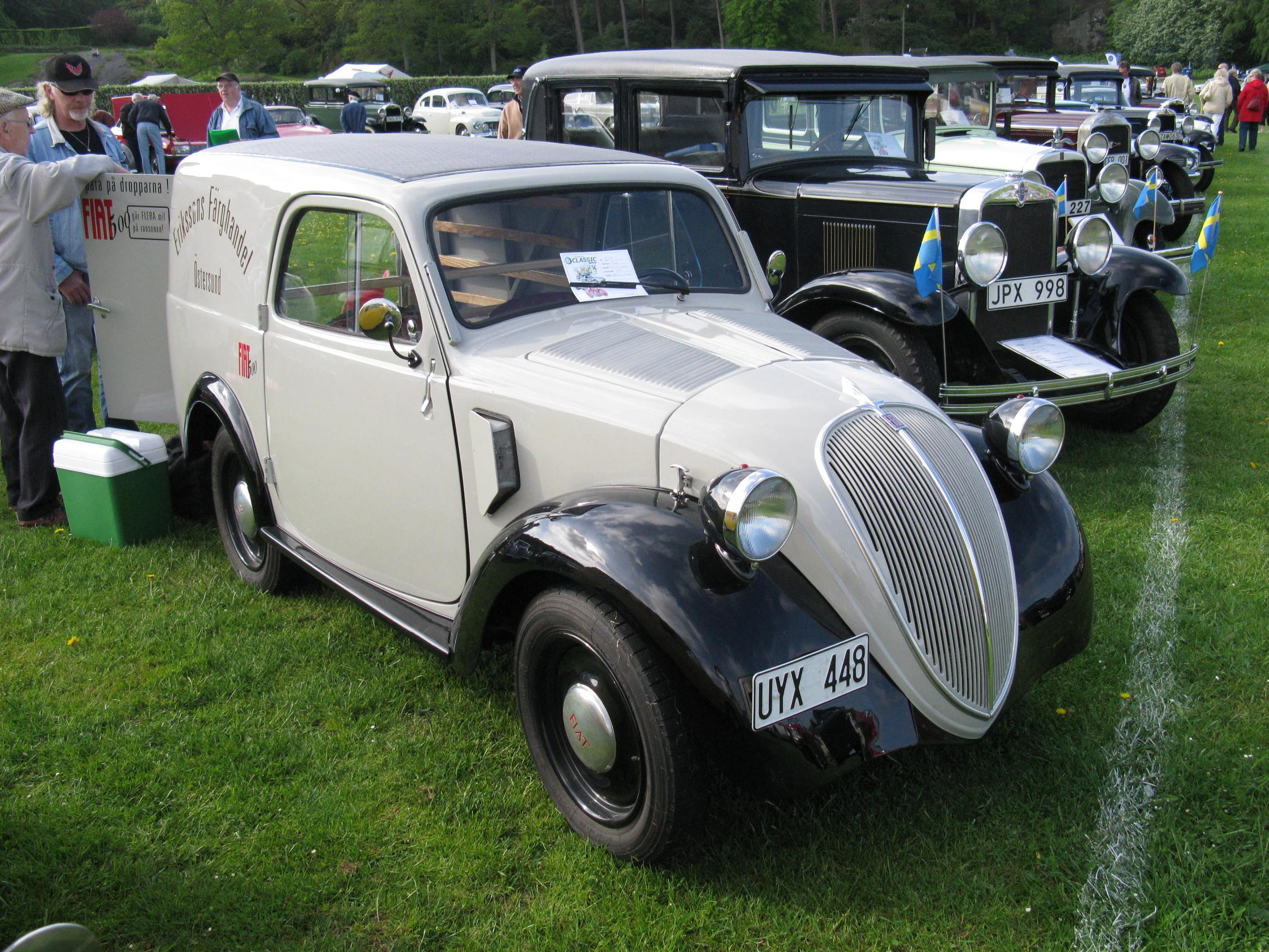
Fiat 500 B van
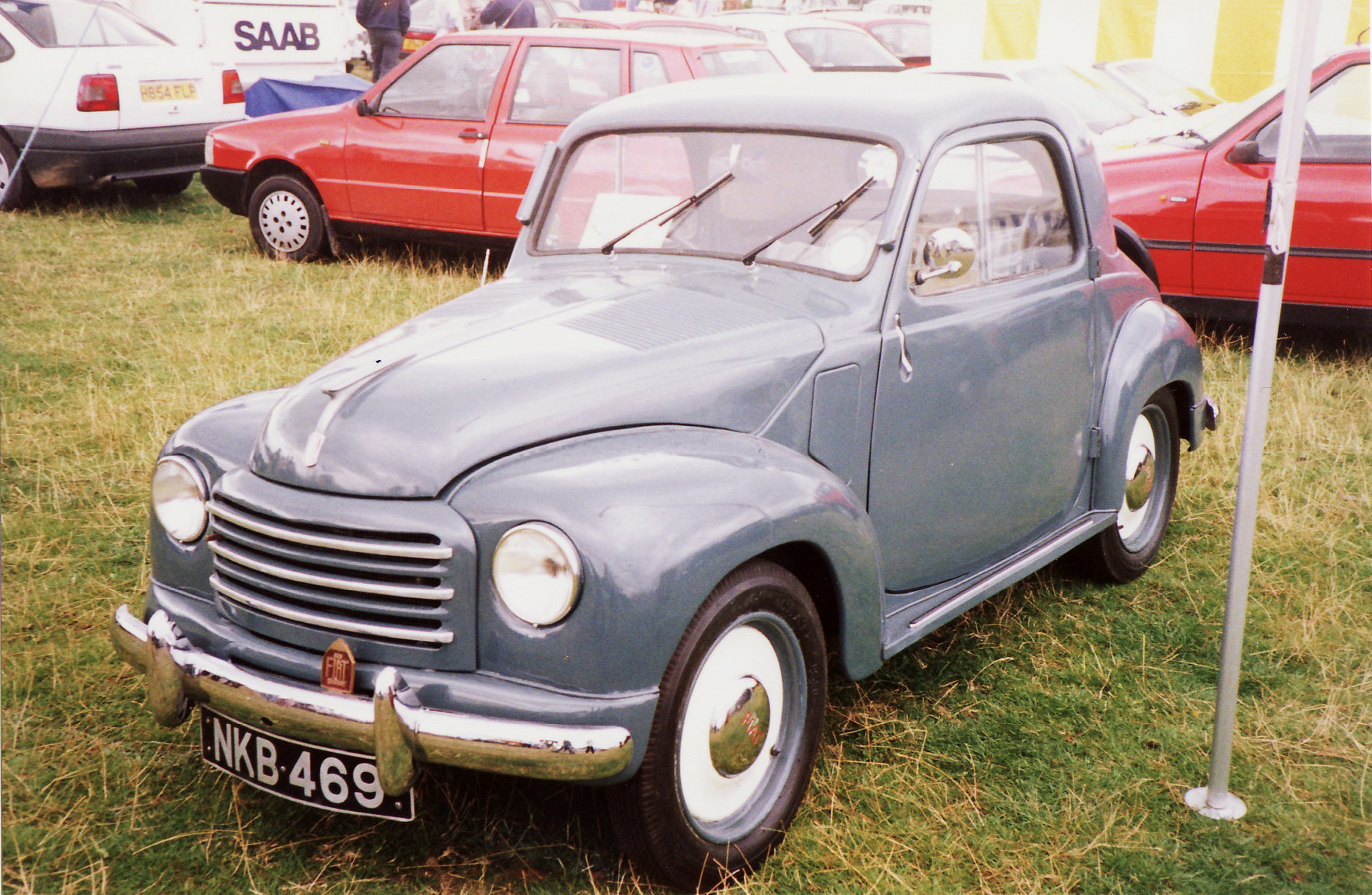
Fiat 500 C saloon 1949
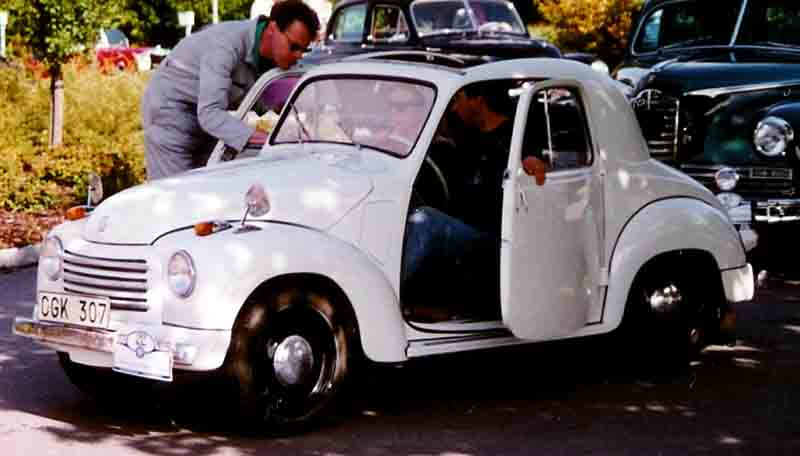
Fiat 500 C convertible saloon 1954
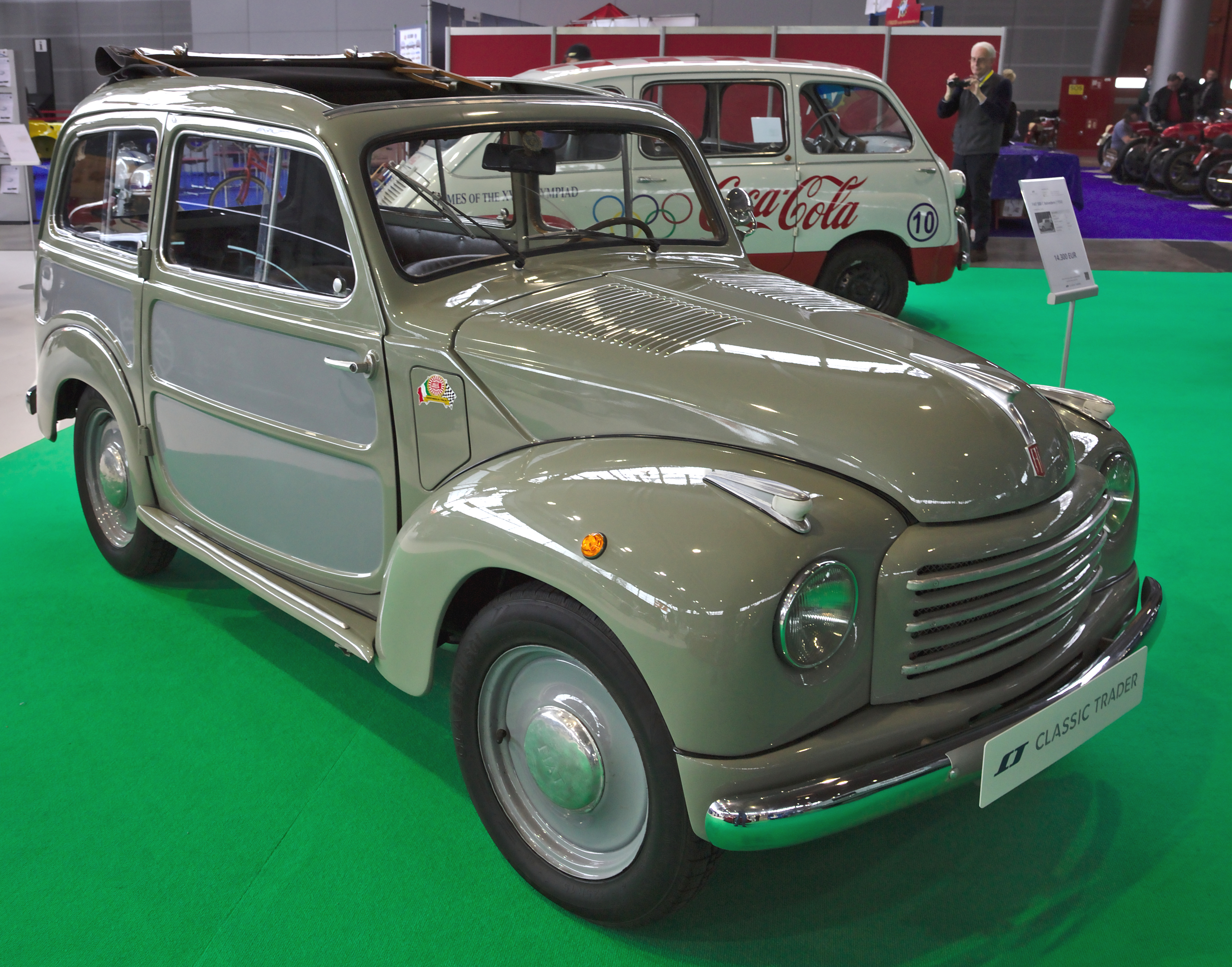
Fiat 500 C Belvedere
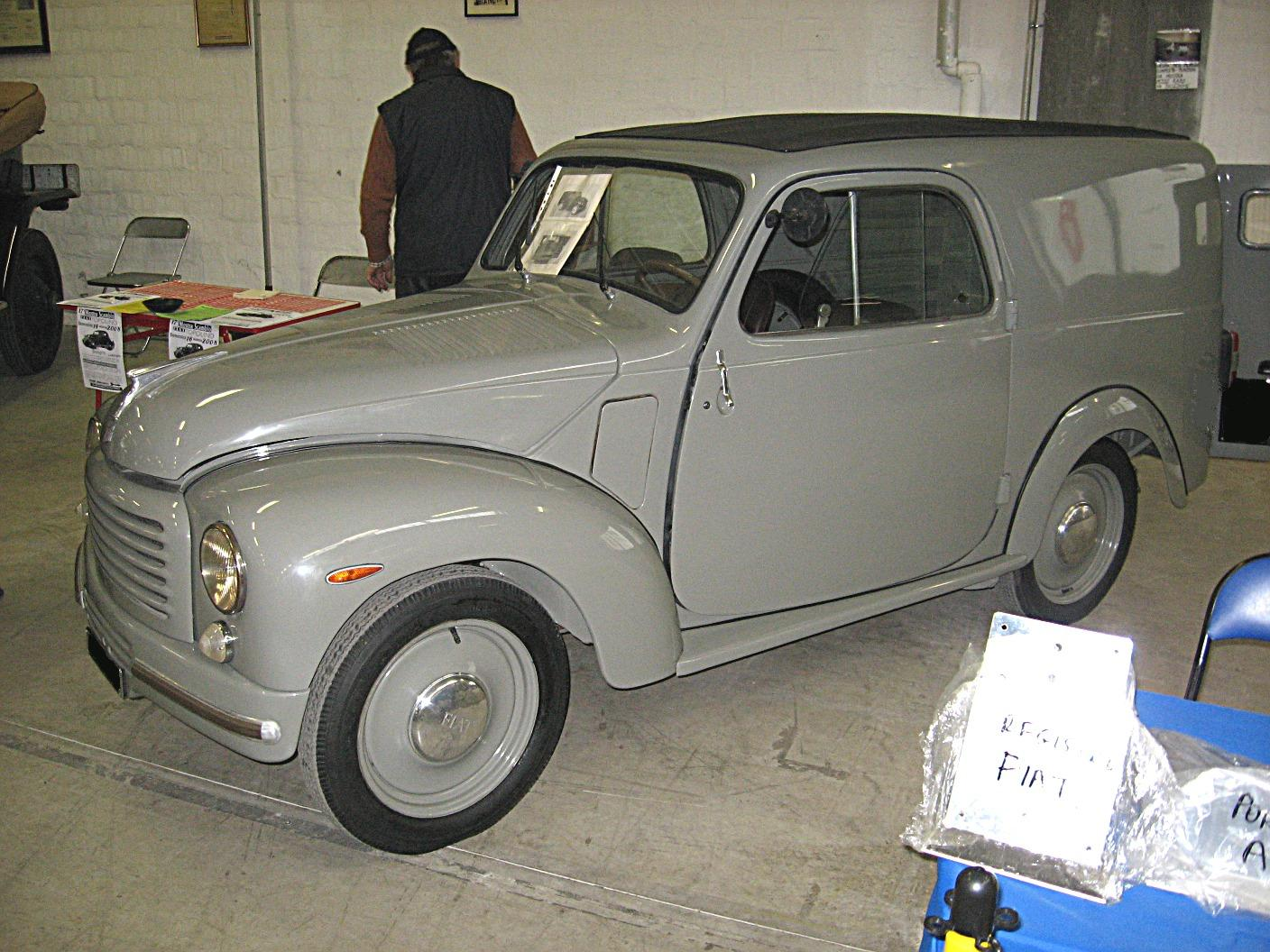
Fiat 500 C van